# جوی ماکسیم
جوزپه آنتونیو براردینلی (به انگلیسی: Giuseppe Antonio Berardinelli) ‏(زادهٔ ۲۸ مارس ۱۹۲۲ – درگذشتهٔ ۲ ژوئن ۲۰۰۱) بوکسور حرفه ای آمریکایی بود. او یک قهرمان نیمه سنگین‌وزن جهانی بود. او بر روی رینگ نام جوی ماکسیم را از اسلحه ماکسیم، اولین مسلسل خودکار جهان، بر اساس تواناییش در پرتاب سریع و پشت سر هم ضربات سنگین چپ گرفت.

## کارنامه بوکس حرفه‌ای
| 82 Wins (21 knockouts, 61 decisions), 29 Losses (1 knockout, 27 decisions, 1 DQ), 4 Draws |         |                          |        |      |                 |                                                      | |
| نتیجه                                                                                     | رکورد   | حریف                     | نوع    | راند | تاریخ           | مکان                                                 | توضیح |
| باخت                                                                                      | ۸۳–۲۸–۴ | Ulli Ritter              | PTS    | ۱۰   | ۱۷ مه ۱۹۵۸      | Eisstadion am Friedrichspark, مانهایم، بادن-وورتمبرگ | |
| باخت                                                                                      | ۸۳–۲۷–۴ | Giacomo Bozzano          | PTS    | ۱۰   | ۲۷ آوریل ۱۹۵۸   | میلان، لمباردی                                       | |
| باخت                                                                                      | ۸۳–۲۶–۴ | Heinz Neuhaus            | PTS    | ۱۰   | ۱۲ آوریل ۱۹۵۸   | Killesbergpark, اشتوتگارت، بادن-وورتمبرگ             | |
| باخت                                                                                      | ۸۳–۲۵–۴ | باب اولسون               | SD     | ۱۰   | ۱۸ ژوئن ۱۹۵۷    | ادیتوریوم، پورتلند، اورگن                            | |
| باخت                                                                                      | ۸۳–۲۴–۴ | Eddie Machen             | UD     | ۱۰   | ۳ مه ۱۹۵۷       | Freedom Hall, لوییویل، کنتاکی                        | |
| باخت                                                                                      | ۸۳–۲۳–۴ | Eddie Machen             | UD     | ۱۰   | ۲۵ ژانویه ۱۹۵۷  | Miami Beach Auditorium, میامی بیچ، فلوریدا           | |
| برد                                                                                       | ۸۳–۲۲–۴ | Edgardo Romero           | PTS    | ۱۰   | ۲۹ سپتامبر ۱۹۵۶ | ونکوور                                               | |
| باخت                                                                                      | ۸۲–۲۲–۴ | ویلی پاسترانو (بوکسور)   | UD     | ۱۰   | ۲۸ ژوئن ۱۹۵۵    | New Orleans Municipal Auditorium, نیواورلئان         | |
| باخت                                                                                      | ۸۲–۲۱–۴ | باب اولسون               | UD     | ۱۰   | ۱۳ آوریل ۱۹۵۵   | Cow Palace, دیلی سیتی، کالیفرنیا                     | |
| برد                                                                                       | ۸۲–۲۰–۴ | Paul Andrews             | UD     | ۱۰   | ۲۴ نوامبر ۱۹۵۴  | Chicago Stadium, شیکاگو                              | |
| برد                                                                                       | ۸۱–۲۰–۴ | فلوید پترسون             | UD     | ۸    | ۷ ژوئن ۱۹۵۴     | Boxing From Eastern Parkway, بروکلین                 | |
| باخت                                                                                      | ۸۰–۲۰–۴ | آرچی مور                 | UD     | ۱۵   | ۲۷ ژانویه ۱۹۵۴  | Miami Orange Bowl, میامی                             | For The Ring and lineal light heavyweight titles                                                                          |
| باخت                                                                                      | ۸۰–۱۹–۴ | آرچی مور                 | UD     | ۱۵   | ۲۴ ژوئن ۱۹۵۳    | Ogden Stadium, اودن، یوتا                            | For The Ring and lineal light heavyweight titles                                                                          |
| برد                                                                                       | ۸۰–۱۸–۴ | Danny Nardico            | UD     | ۱۰   | ۴ مارس ۱۹۵۳     | Miami Stadium, میامی                                 | |
| باخت                                                                                      | ۷۹–۱۸–۴ | آرچی مور                 | UD     | ۱۵   | ۱۷ دسامبر ۱۹۵۲  | سالن سرپوشیده، سنت لوئیس، میزوری                     | LostThe Ring and lineal light heavyweight titles                                                                          |
| برد                                                                                       | ۷۹–۱۷–۴ | شوگر ری رابینسون         | TKO    | ۱۴   | ۲۵ ژوئن ۱۹۵۲    | ورزشگاه یانکی (۱۹۲۳), برانکس                         | Retained The Ring and lineal light heavyweight titles Robinson did not come out for the 14th round due to heat exhaustion |
| برد                                                                                       | ۷۸–۱۷–۴ | Ted Lowry                | UD     | ۱۰   | ۶ مارس ۱۹۵۲     | Saint Paul Auditorium, سینت‌پال، مینه‌سوتا             | |
| باخت                                                                                      | ۷۷–۱۷–۴ | آزارد چارلز              | UD     | ۱۲   | ۱۲ دسامبر ۱۹۵۱  | Cow Palace, دیلی سیتی، کالیفرنیا                     | |
| برد                                                                                       | ۷۷–۱۶–۴ | Irish Bob Murphy         | UD     | ۱۵   | ۲۲ اوت ۱۹۵۱     | مدیسن اسکوئر گاردن، نیویورک                          | Retained The Ring and lineal light heavyweight titles                                                                     |
| باخت                                                                                      | ۷۶–۱۶–۴ | آزارد چارلز              | UD     | ۱۵   | ۳۰ مه ۱۹۵۱      | Chicago Stadium, شیکاگو                              | For The Ring and lineal heavyweight titles                                                                                |
| برد                                                                                       | ۷۶–۱۵–۴ | Hubert Hood              | ناک‌اوت | ۳    | ۲۷ ژانویه ۱۹۵۱  | Indianapolis Naval Reserve Armory, ایندیاناپلیس      | |
| برد                                                                                       | ۷۵–۱۵–۴ | Dave Whitlock            | ناک‌اوت | ۴    | ۱۱ دسامبر ۱۹۵۰  | Winterland Arena, سان فرانسیسکو                      | |
| برد                                                                                       | ۷۴–۱۵–۴ | Big Boy Brown            | UD     | ۱۰   | ۲۲ نوامبر ۱۹۵۰  | Wharton Field House, مولین، ایلینوی                  | |
| برد                                                                                       | ۷۳–۱۵–۴ | Bill Petersen            | PTS    | ۱۰   | ۱۰ اکتبر ۱۹۵۰   | ورزشگاه، سالت‌لیک‌سیتی                                 | |
| برد                                                                                       | ۷۲–۱۵–۴ | Jackie Swanson           | ناک‌اوت | ۳    | ۲۵ سپتامبر ۱۹۵۰ | سالن سرپوشیده، هانتینگتون، ویرجینیای غربی            | |
| برد                                                                                       | ۷۱–۱۵–۴ | Bill Petersen            | ناک‌اوت | ۶    | ۱۲ مه ۱۹۵۰      | ممفیس، تنسی                                          | |
| برد                                                                                       | ۷۰–۱۵–۴ | Joe Dawson               | ناک‌اوت | ۲    | ۱۹ آوریل ۱۹۵۰   | Omaha Civic Auditorium, اوماها، نبراسکا              | |
| برد                                                                                       | ۶۹–۱۵–۴ | Freddie Mills            | ناک‌اوت | ۱۰   | ۲۴ ژانویه ۱۹۵۰  | مرکز نمایشگاهی ارلز کورت، کنزینگتون                  | Won The Ring and lineal light heavyweight titles                                                                          |
| برد                                                                                       | ۶۸–۱۵–۴ | Bill Petersen            | PTS    | ۱۰   | ۹ دسامبر ۱۹۴۹   | گرندرپیدز، میشیگان                                   | |
| برد                                                                                       | ۶۷–۱۵–۴ | Pat McCafferty           | TKO    | ۴    | ۳۰ نوامبر ۱۹۴۹  | ویچیتا، کانزاس                                       | |
| برد                                                                                       | ۶۶–۱۵–۴ | Joe Kahut                | TKO    | ۵    | ۲۵ اکتبر ۱۹۴۹   | Cincinnati Gardens, سینسیناتی، اوهایو                | |
| برد                                                                                       | ۶۵–۱۵–۴ | Gus Lesnevich            | UD     | ۱۵   | ۲۳ مه ۱۹۴۹      | Cincinnati Gardens, سینسیناتی، اوهایو                | Won اتحادیه جهانی بوکس American Light Heavyweight Title                                                                   |
| باخت                                                                                      | ۶۴–۱۵–۴ | آزارد چارلز              | MD     | ۱۵   | ۲۸ فوریه ۱۹۴۹   | Cincinnati Gardens, سینسیناتی، اوهایو                | |
| برد                                                                                       | ۶۴–۱۴–۴ | جیمی بیوینس (بوکسور)     | SD     | ۱۰   | ۷ دسامبر ۱۹۴۸   | Cleveland Arena, کلیولند، اوهایو                     | |
| برد                                                                                       | ۶۳–۱۴–۴ | Bob Satterfield          | UD     | ۱۰   | ۱۲ نوامبر ۱۹۴۸  | Chicago Stadium, شیکاگو                              | |
| باخت                                                                                      | ۶۲–۱۴–۴ | Joe Kahut                | SD     | ۱۵   | ۱۹ اکتبر ۱۹۴۸   | ادیتوریوم، پورتلند، اورگن                            | |
| برد                                                                                       | ۶۲–۱۳–۴ | Bill Petersen            | UD     | ۱۰   | ۲۸ سپتامبر ۱۹۴۸ | ادیتوریوم، پورتلند، اورگن                            | Won Pacific Northwest Heavyweight Title                                                                                   |
| برد                                                                                       | ۶۱–۱۳–۴ | Bill Petersen            | UD     | ۱۰   | ۲۹ ژوئن ۱۹۴۸    | Seattle Ice Arena, سیاتل                             | |
| برد                                                                                       | ۶۰–۱۳–۴ | Joe Kahut                | UD     | ۱۰   | ۲۲ ژوئن ۱۹۴۸    | ادیتوریوم، پورتلند، اورگن                            | |
| مساویDraw                                                                                 | ۵۹–۱۳–۴ | Pat Valentino            | PTS    | ۱۰   | ۷ ژوئن ۱۹۴۸     | San Francisco Civic Auditorium, سان فرانسیسکو        | |
| برد                                                                                       | ۵۹–۱۳–۳ | Roy Hawkins              | PTS    | ۱۰   | ۲۷ مه ۱۹۴۸      | Tacoma Ice Palace, تاکوما، واشینگتن                  | |
| برد                                                                                       | ۵۸–۱۳–۳ | Francisco de la Cruz     | PTS    | ۱۰   | ۷ مه ۱۹۴۸       | El Paso County Coliseum, ال پاسو، تگزاس              | |
| برد                                                                                       | ۵۷–۱۳–۳ | Whitey Berlier           | PTS    | ۱۰   | ۲۷ آوریل ۱۹۴۸   | هیوستون                                              | |
| مساویDraw                                                                                 | ۵۶–۱۳–۳ | Pat Valentino            | PTS    | ۱۰   | ۲۲ مارس ۱۹۴۸    | San Francisco Civic Auditorium, سان فرانسیسکو        | |
| برد                                                                                       | ۵۶–۱۳–۲ | Tony Bosnich             | UD     | ۱۰   | ۱۳ فوریه ۱۹۴۸   | San Francisco Civic Auditorium, سان فرانسیسکو        | |
| برد                                                                                       | ۵۵–۱۳–۲ | Robert Lee Sikes, Jr.    | PTS    | ۱۰   | ۲ فوریه ۱۹۴۸    | Barton Coliseum, لیتل راک، آرکانزاس                  | |
| برد                                                                                       | ۵۴–۱۳–۲ | Olle Tandberg            | SD     | ۱۰   | ۹ ژانویه ۱۹۴۸   | مدیسن اسکوئر گاردن، نیویورک                          | |
| برد                                                                                       | ۵۳–۱۳–۲ | Billy "Chicken" Thompson | UD     | ۱۰   | ۸ دسامبر ۱۹۴۷   | Philadelphia Arena, فیلادلفیا                        | |
| برد                                                                                       | ۵۲–۱۳–۲ | Bob Foxworth             | SD     | ۱۰   | ۱۲ نوامبر ۱۹۴۷  | Chicago Stadium, شیکاگو                              | |
| برد                                                                                       | ۵۱–۱۳–۲ | John Thomas              | PTS    | ۱۰   | ۱۷ سپتامبر ۱۹۴۷ | کلیولند، اوهایو                                      | |
| برد                                                                                       | ۵۰–۱۳–۲ | Clarence Jones           | ناک‌اوت | ۵    | ۸ سپتامبر ۱۹۴۷  | ورزشگاه ولینگ ایسلند، ویلینگ، ویرجینیای غربی         | |
| باخت                                                                                      | ۴۹–۱۳–۲ | جرسی جو وولکات           | SD     | ۱۰   | ۲۳ ژوئن ۱۹۴۷    | Gilmore Field, لس آنجلس                              | |
| برد                                                                                       | ۴۹–۱۲–۲ | Charley Roth             | ناک‌اوت | ۴    | ۱۲ مه ۱۹۴۷      | لوییویل، کنتاکی                                      | |
| برد                                                                                       | ۴۸–۱۲–۲ | Marty Clark              | TKO    | ۷    | ۲۸ ژانویه ۱۹۴۷  | Miami Orange Bowl, میامی                             | |
| باخت                                                                                      | ۴۷–۱۲–۲ | جرسی جو وولکات           | MD     | ۱۰   | ۶ ژانویه ۱۹۴۷   | Philadelphia Convention Center, سینسیناتی، اوهایو    | |
| برد                                                                                       | ۴۷–۱۱–۲ | Jack Marshall            | PTS    | ۱۰   | ۱۷ دسامبر ۱۹۴۶  | هیوستون                                              | |
| برد                                                                                       | ۴۶–۱۱–۲ | Dolph Quijano            | PTS    | ۱۰   | ۱۲ دسامبر ۱۹۴۶  | El Paso County Coliseum, ال پاسو، تگزاس              | |
| برد                                                                                       | ۴۵–۱۱–۲ | Jimmy Webb               | TKO    | ۶    | ۳ دسامبر ۱۹۴۶   | هیوستون                                              | |
| مساویDraw                                                                                 | ۴۴–۱۱–۲ | Jimmy Richie             | PTS    | ۱۰   | ۱۲ نوامبر ۱۹۴۶  | Kiel Auditorium, سنت لوئیس، میزوری                   | |
| برد                                                                                       | ۴۴–۱۱–۱ | Bearcat Jones            | ناک‌اوت | ۵    | ۱۶ اکتبر ۱۹۴۶   | Rollercade, تولیدو، اوهایو                           | |
| برد                                                                                       | ۴۳–۱۱–۱ | Clarence Jones           | PTS    | ۱۰   | ۱۰ اکتبر ۱۹۴۶   | زرادخانه، اکران، اوهایو                              | |
| برد                                                                                       | ۴۲–۱۱–۱ | جرسی جو وولکات           | PTS    | ۱۰   | ۲۸ اوت ۱۹۴۶     | پارک بیسبال، کمدن، نیوجرسی                           | |
| برد                                                                                       | ۴۱–۱۱–۱ | Henry Cooper             | PTS    | ۱۰   | ۱۴ اوت ۱۹۴۶     | Comiskey Park, شیکاگو                                | |
| برد                                                                                       | ۴۰–۱۱–۱ | Phil Muscato             | UD     | ۱۰   | ۲ اوت ۱۹۴۶      | Red Wing Stadium, راچستر، نیویورک                    | |
| برد                                                                                       | ۳۹–۱۱–۱ | Phil Muscato             | SD     | ۱۲   | ۱۴ مه ۱۹۴۶      | Buffalo Memorial Auditorium, بافلو، نیویورک          | |
| مساویDraw                                                                                 | ۳۸–۱۱–۱ | Charley Eagle            | PTS    | ۱۰   | ۷ مه ۱۹۴۶       | Buffalo Memorial Auditorium, بافلو، نیویورک          | |
| باخت                                                                                      | ۳۸–۱۱   | Phil Muscato             | UD     | ۱۰   | ۹ آوریل ۱۹۴۶    | Buffalo Memorial Auditorium, بافلو، نیویورک          | |
| برد                                                                                       | ۳۸–۱۰   | Buddy Walker             | UD     | ۱۰   | ۱ آوریل ۱۹۴۶    | Baltimore Coliseum, بالتیمور                         | |
| برد                                                                                       | ۳۷–۱۰   | Ralph DeJohn             | TKO    | ۱    | ۲۷ مارس ۱۹۴۶    | Buffalo Memorial Auditorium, بافلو، نیویورک          | DeJohn broke his arm during the fight.                                                                                    |
| باخت                                                                                      | ۳۶–۱۰   | John Thomas              | PTS    | ۱۰   | ۱۱ مارس ۱۹۴۶    | St. Nicholas Arena, نیویورک                          | |
| برد                                                                                       | ۳۶–۹    | Panther Williams         | UD     | ۱۰   | ۴ مارس ۱۹۴۶     | سالن سرپوشیده، دیترویت                               | |
| برد                                                                                       | ۳۵–۹    | Cleo Everett             | UD     | ۱۰   | ۲۶ نوامبر ۱۹۴۵  | سالن سرپوشیده، دیترویت                               | |
| برد                                                                                       | ۳۴–۹    | Clarence Brown           | UD     | ۱۰   | ۱۶ آوریل ۱۹۴۵   | سالن سرپوشیده، دیترویت                               | |
| برد                                                                                       | ۳۳–۹    | Johnny Flanagan          | PTS    | ۸    | ۲ فوریه ۱۹۴۵    | Chicago Coliseum, شیکاگو                             | |
| باخت                                                                                      | ۳۲–۹    | John Kowalczyk           | SD     | ۱۰   | ۱۹ دسامبر ۱۹۴۴  | Cleveland Arena, کلیولند، اوهایو                     | |
| باخت                                                                                      | ۳۲–۸    | لوید مارشال              | UD     | ۱۰   | ۲۷ ژوئیه ۱۹۴۴   | Lakefront Stadium, کلیولند، اوهایو                   | |
| برد                                                                                       | ۳۱–۸    | Frank Androff            | PTS    | ۸    | ۲۶ ژوئن ۱۹۴۴    | Marigold Gardens, شیکاگو                             | |
| برد                                                                                       | ۳۰–۸    | Bob Garner               | PTS    | ۱۰   | ۲۹ مه ۱۹۴۴      | Marigold Gardens, شیکاگو                             | |
| برد                                                                                       | ۲۹–۸    | Buddy Walker             | UD     | ۱۰   | ۲۸ آوریل ۱۹۴۴   | دیترویت                                              | |
| برد                                                                                       | ۲۸–۸    | George Parks             | PTS    | ۱۰   | ۳۱ ژانویه ۱۹۴۴  | Turner's Arena, واشینگتن، دی.سی.                     | |
| برد                                                                                       | ۲۷–۸    | Claudio Villar           | TKO    | ۶    | ۱ دسامبر ۱۹۴۳   | Cleveland Arena, کلیولند، اوهایو                     | |
| برد                                                                                       | ۲۶–۸    | Buddy Scott              | PTS    | ۱۰   | ۲۹ اکتبر ۱۹۴۳   | Chicago Stadium, شیکاگو                              | |
| برد                                                                                       | ۲۵–۸    | Nate Bolden              | PTS    | ۱۰   | ۹ اوت ۱۹۴۳      | Wrigley Field, شیکاگو                                | |
| برد                                                                                       | ۲۴–۸    | Al Jordan                | PTS    | ۱۰   | ۲۶ آوریل ۱۹۴۳   | Marigold Gardens, شیکاگو                             | |
| برد                                                                                       | ۲۳–۸    | Curtis Sheppard          | UD     | ۱۰   | ۳۱ مارس ۱۹۴۳    | Cleveland Arena, کلیولند، اوهایو                     | |
| باخت                                                                                      | ۲۲–۸    | Curtis Sheppard          | ناک‌اوت | ۱    | ۱۰ مارس ۱۹۴۳    | Cleveland Arena, کلیولند، اوهایو                     | |
| برد                                                                                       | ۲۲–۷    | Clarence Brown           | PTS    | ۱۰   | ۱۵ فوریه ۱۹۴۳   | Chicago Stadium, شیکاگو                              | |
| برد                                                                                       | ۲۱–۷    | Clarence Brown           | PTS    | ۸    | ۱۸ ژانویه ۱۹۴۳  | Marigold Gardens, شیکاگو                             | |
| باخت                                                                                      | ۲۰–۷    | آزارد چارلز              | UD     | ۱۰   | ۱ دسامبر ۱۹۴۲   | Cleveland Arena, کلیولند، اوهایو                     | |
| باخت                                                                                      | ۲۰–۶    | آزارد چارلز              | UD     | ۱۰   | ۲۷ اکتبر ۱۹۴۲   | Duquesne Gardens, پیتسبرگ                            | |
| برد                                                                                       | ۲۰–۵    | Larry Lane               | PTS    | ۱۰   | ۱۳ اکتبر ۱۹۴۲   | زرادخانه، اکران، اوهایو                              | |
| برد                                                                                       | ۱۹–۵    | Hubert Hood              | UD     | ۱۰   | ۵ اکتبر ۱۹۴۲    | Marigold Gardens, شیکاگو                             | |
| برد                                                                                       | ۱۸–۵    | Shelton Bell             | PTS    | ۱۰   | ۲۲ سپتامبر ۱۹۴۲ | پارک بیسبال، Millvale, Pennsylvania                  | |
| برد                                                                                       | ۱۷–۵    | Jack Marshall            | ناک‌اوت | ۹    | ۲۷ اوت ۱۹۴۲     | Comiskey Park, شیکاگو                                | |
| باخت                                                                                      | ۱۶–۵    | Altus Allen              | MD     | ۱۰   | ۱۰ اوت ۱۹۴۲     | Marigold Gardens, شیکاگو                             | |
| برد                                                                                       | ۱۶–۴    | Curtis Sheppard          | PTS    | ۱۰   | ۲۷ ژوئیه ۱۹۴۲   | Forbes Field, پیتسبرگ                                | |
| برد                                                                                       | ۱۵–۴    | Lou Brooks               | SD     | ۱۰   | ۱۰ ژوئیه ۱۹۴۲   | Wilmington Park, ویلمینگتون، دلاویر                  | |
| باخت                                                                                      | ۱۴–۴    | جیمی بیوینس (بوکسور)     | SD     | ۱۰   | ۲۳ ژوئن ۱۹۴۲    | Lakefront Stadium, کلیولند، اوهایو                   | |
| برد                                                                                       | ۱۴–۳    | Charley Roth             | ناک‌اوت | ۴    | ۱ ژوئن ۱۹۴۲     | Marigold Gardens, شیکاگو                             | |
| باخت                                                                                      | ۱۳–۳    | Charley Roth             | DQ     | ۲    | ۱۱ مه ۱۹۴۲      | Marigold Gardens, شیکاگو                             | Maxim disqualified for hitting Roth while he was down.                                                                    |
| برد                                                                                       | ۱۳–۲    | Frank Greene             | ناک‌اوت | ۲    | ۲۰ آوریل ۱۹۴۲   | Marigold Gardens, شیکاگو                             | |
| برد                                                                                       | ۱۲–۲    | Lou Brooks               | SD     | ۱۰   | ۲۳ مارس ۱۹۴۲    | Baltimore Coliseum, بالتیمور                         | |
| برد                                                                                       | ۱۱–۲    | Herbie Katz              | ناک‌اوت | ۶    | ۱۱ مارس ۱۹۴۲    | Cleveland Arena, کلیولند، اوهایو                     | |
| باخت                                                                                      | ۱۰–۲    | Booker Beckwith          | UD     | ۱۰   | ۱۶ ژانویه ۱۹۴۲  | Chicago Coliseum, شیکاگو                             | |
| برد                                                                                       | ۱۰–۱    | Red Burman               | PTS    | ۱۰   | ۱ دسامبر ۱۹۴۱   | Cleveland Arena, کلیولند، اوهایو                     | |
| برد                                                                                       | –۱      | Oliver Shanks            | ناک‌اوت | ۵    | ۲۷ اکتبر ۱۹۴۱   | Marigold Gardens, شیکاگو                             | |
| برد                                                                                       | ۸–۱     | Bill Petersen            | UD     | ۱۰   | ۶ اکتبر ۱۹۴۱    | Marigold Gardens, شیکاگو                             | |
| برد                                                                                       | ۷–۱     | Nate Bolden              | UD     | ۱۰   | ۱۵ سپتامبر ۱۹۴۱ | Marigold Gardens, شیکاگو                             | |
| برد                                                                                       | ۶–۱     | Lee Oma                  | PTS    | ۸    | ۱۱ اوت ۱۹۴۱     | Marigold Gardens, شیکاگو                             | |
| برد                                                                                       | ۵–۱     | Johnny Trotter           | PTS    | ۸    | ۲۸ ژوئیه ۱۹۴۱   | Marigold Gardens, شیکاگو                             | |
| برد                                                                                       | ۴–۱     | Tony Paoli               | PTS    | ۱۰   | ۱۱ ژوئیه ۱۹۴۱   | پارک بیسبال، کلیولند، اوهایو                         | |
| برد                                                                                       | ۳–۱     | Bobby Berry              | PTS    | ۶    | ۲۹ آوریل ۱۹۴۱   | Cleveland Arena, کلیولند، اوهایو                     | |
| باخت                                                                                      | ۲–۱     | Orlando Trotter          | SD     | ۸    | ۱۷ فوریه ۱۹۴۱   | Marigold Gardens, شیکاگو                             | |
| برد                                                                                       | ۲–۰     | Frank McBride            | UD     | ۸    | ۲۷ ژانویه ۱۹۴۱  | Marigold Gardens, شیکاگو                             | |
| برد                                                                                       | ۱–۰     | Bobby Berry              | PTS    | ۴    | ۱۳ ژانویه ۱۹۴۱  | Cleveland Arena, کلیولند، اوهایو                     | |